# Легницьке Поле
Легницьке Поле (пол. Legnickie Pole, нім. Wahlstatt) — село в Польщі, у гміні Легницьке Поле Легницького повіту Нижньосілезького воєводства.
Населення — 1391 особа (2011).
У 1975-1998 роках село належало до Легницького воєводства.

## Демографія
Демографічна структура станом на 31 березня 2011 року:
|          | Загалом | Допрацездатний вік | Працездатний вік | Постпрацездатний вік |
| -------- | ------- | ------------------ | ---------------- | -------------------- |
| Чоловіки | 480     | 98                 | 338              | 44                   |
| Жінки    | 911     | 95                 | 536              | 280                  |
| Разом    | 1391    | 193                | 874              | 324                  |